# Abraham Zlatotsvetov
Abraham Efímovich Zlatotsvetov (en ruso: Авраам Ефимович Златоцветов; Tarashcha, 11 de septiembre de 1900 - Kúibishev, 7 de febrero de 1970) fue un piloto y comandante militar soviético ucraniano que participó en la guerra civil rusa, la guerra polaco-soviética, la guerra civil española y la Segunda Guerra Mundial.

## Biografía
Zlatotsvetov es un calco literal del apellido Goldfarb iografía Abraham nació en Tarashcha en 1900 en el seno de una familia judía de apellido Goldfarb (Zlatotsvetov es una traducción literal de dicho apellido). Se incorporó al Ejército Rojo desde abril de 1920, mismo año en el que se hizo miembro del Partido Comunista de la Unión Soviética. Participó en la guerra civil rusa desde abril de 1920, primero como soldado del batallón de comunicaciones del 12º Ejército, y a partir de agosto de 1920 pasó al trabajo de comisario político. Luchó en los frentes suroeste y occidental, participó en la guerra polaco-soviética en direcciones de Kiev y Kóvel, y desde el otoño de 1920, luchó contra las formaciones de Stanisław Bułak-Bałachowicz en Bielorrusia.
Después de la guerra, Zlatotsvetov continuó sirviendo como secretario del comisario militar del 7º curso de caballería Starozhilovsky del distrito militar de Moscú. En septiembre de 1922 fue enviado a estudiar a la escuela teórica de la Aviación Roja de Yegórievsk. Después de completar su formación teórica en la escuela, en agosto de 1923 llegó a lala escuela de pilotos militares Kacha. Continuó sus estudios en 1924 en la escuela superior de pilotos militares de Moscú, después de graduarse en mayo de 1925 fue designado como piloto militar. En 1930 fue nombrado comandante de un destacamento de aviación en el distrito militar de Bielorrusia.
También participó en la guerra civil española, donde comandó la aviación de bombardeo de la España republicana, realizó entrenamientos de pilotos españoles para vuelos, planificó operaciones de combate y participó en ellas. A su llegada de España, se trasladó al sistema de gestión de las instituciones de educación superior de las Fuerzas Aéreas del Ejército Rojo. Desde abril de 1940 fue director de la escuela de pilotos de aviación militar en Voroshilovgrado y desde enero de 1941 fue comandante adjunto de la Fuerza Aérea del distrito militar de Járkov.
Con el comienzo de la operación Barbarroja, Zlatotsvetov fue nombrado comandante de la Fuerza Aérea del distrito militar de Járkov y, desde septiembre de 1941, comandante de la Fuerza Aérea del 38.º Ejército del frente Suroeste. Participó en batallas en la zona de las ciudades de Vovchansk y Balaklia, y en la operación Dombás. Después de la reorganización de la Fuerza Aérea del 38.º Ejército en una división, Zlatotsvetov fue nombrado comandante adjunto de la Fuerza Aérea del Frente Transcaucásico en julio de 1942, donde participó en la batalla del Cáucaso. En octubre de 1942 fue nombrado comandante adjunto del 15º Ejército Aéreo y, a partir de noviembre de 1942, comandante adjunto del 17º Ejército Aéreo de los frentes suroeste y de Vorónezh, donde participó en las batallas de Stalingrado, Kursk y la batalla del Dniéper. Desde julio de 1944, Zlatotsvetov fue nombrado comandante interino del 1er Cuerpo de Aviación Mixto de la Guardia en el Primer Frente Ucraniano y participó en la ofensiva de Leópolis-Sandomierz. En septiembre regresó a su puesto anterior, donde participó en las operaciones de liberación de Yugoslavia y Hungría. En octubre de 1944 fue representante del Estado Mayor soviético en el cuartel general del Estado Mayordel Ejército Popular Yugoslavo para coordinar las acciones de la aviación soviética y yugoslava. En marzo de 1945, organizó la interacción de aviones de ataque y bombardeo con fuerzas terrestres durante el rechazo de la contraofensiva enemiga en la zona del lago Balaton.
Después de la guerra, Zlatotsvetov sirvió en varios puestos de mando y estuvo en la reserva desde abril de 1953. Vivió en la ciudad de Kúibishev, donde murió el 7 de febrero de 1970.

## Condecoraciones
- Orden de Lenin
- Orden de la Bandera Roja
- Héroe de la Unión Soviética (3 de noviembre de 1937).
- Orden de Suvórov, 2º grado.
- Orden de Kutúzov, 2º grado.
- Orden de Bohdán Jmelnitski, 2º grado.
- Orden de la Estrella Roja (27 de marzo de 1942).[6]
- Medalla del 20.º Aniversario del Ejército Rojo de Obreros y Campesinos.
- Medalla por la Victoria sobre Alemania en la Gran Guerra Patria 1941-1945.
- Medalla del 30.º Aniversario de las Fuerzas Armadas de la URSS.
- Medalla por la Defensa del Cáucaso
- Medalla Conmemorativa del 20.º Aniversario de la Victoria en la Gran Guerra Patria de 1941-1945.